# Raúl Díaz (político)
Raúl Díaz (La Plata, 12 de marzo de 1891-La Plata, 11 de marzo de 1946) fue un abogado y político argentino del Partido Demócrata Nacional que se desempeñó como diputado nacional en tres periodos (1930, 1938-1942 y 1942-1943), vicegobernador (1932-1935) y gobernador de la provincia de Buenos Aires entre 1935 y 1936.

## Biografía
Nació en La Plata en 1891 y se recibió de abogado en la Facultad de Ciencias Jurídicas y Sociales de la Universidad Nacional de La Plata. En su juventud jugó al fútbol y participó en la fundación del Club Estudiantes de La Plata en 1905.
A lo largo de su carrera, se desempeñó como asesor letrado de la Policía de la Provincia de Buenos Aires, integró el Concejo Deliberante de La Plata en tres periodos y la Cámara de Diputados de la Provincia de Buenos Aires en dos periodos. En las elecciones legislativas de 1930, fue elegido diputado nacional por la provincia de Buenos Aires en la lista del Partido Conservador, con mandato hasta 1934, que fue interrumpido por el golpe de Estado de septiembre de 1930. En 1931, fue comisionado municipal de La Plata durante la gobernación de facto de Carlos Meyer Pellegrini.
En las elecciones provinciales de noviembre de 1931, fue elegido vicegobernador de la provincia de Buenos Aires en la fórmula del Partido Demócrata Nacional (PDN) encabezada por Federico Martínez de Hoz. Asumió como gobernador de la provincia de Buenos Aires en marzo de 1935, tras la destitución de Martínez de Hoz, desempeñando el cargo hasta la asunción de Manuel Fresco en febrero de 1936. En enero de ese último año, la gobernación fue ejercida brevemente y de forma interina por el presidente del Senado provincial, Edgardo J. Míguez. Fue el primer platense en el cargo de gobernador bonaerense.
Fue presidente de la junta central platense del PDN. En 1938, volvió a ser elegido diputado nacional (por el PDN) y reelegido en 1942. Su tercer mandato, que se extendía hasta 1946, fue interrumpido por el golpe de Estado de 1943. Falleció en marzo de 1946.